# Somatochlora viridiaenea
Somatochlora viridiaenea là loài chuồn chuồn trong họ Corduliidae. Loài này được Uhler mô tả khoa học đầu tiên năm 1858.